# 國川丸 (特設水上機母艦)
國川丸（くにかわまる）は、川崎汽船の神川丸型貨物船の四番船。太平洋戦争では特設水上機母艦、特設運送船として運用された。
なお、太平洋戦争後に川崎汽船の神川丸型貨物船（二代目）の三番船として同名の二代目船が建造された。1952年（昭和27年）に竣工後、北米航路で活躍。1973年（昭和48年）にパナマ企業に売却後、1977年（昭和52年）に解体された。

## 概要
川崎汽船が掲げた優秀船隊整備計画の一隻として、1937年（昭和12年）11月1日に川崎造船所で竣工する。「神聖君國」を冠する姉妹船が全て出揃った事を記念し、川崎汽船の鋳谷正輔社長の揮毫による「神聖君國」の記念額が船内サロンに飾られる事となった。船首部分のブルワークが他の同型船と比べて短く、これが識別点となった。
竣工後はニューヨーク航路に配され、さらにはイタリアまで足を伸ばした。しかし、第二次世界大戦の勃発により商業航海の規模は縮小の一途をたどる。1941年（昭和16年）10月31日に日本海軍に徴用されて特設運送船（甲）となり、11月10日から19日にかけて大阪鉄工所因島工場で艤装工事を行う。入籍後は呉鎮守府籍となる。開戦後はタラカン島攻略戦に特設運送船香久丸（国際汽船、6,804トン）などとともに参加。次いで第十一航空艦隊（塚原二四三中将・海軍兵学校36期）の指揮下に入って、海軍徴傭船浅間丸（日本郵船、16,975トン）などと補給部隊に属し、アンボン、ケンダリ、マレー半島方面を行動する。1942年（昭和17年）4月10日付で第十一航空艦隊の指揮下を離れた後、國川丸は残余の輸送任務を終えて日本に帰投した。
7月14日、國川丸は特設運送船（甲）として除籍された後、特設水上機母艦として改めて入籍し、引き続き呉鎮守府所属とした上で第四艦隊（井上成美中将・海兵37期）付属となる。7月14日から8月23日まで呉海軍工廠で特設水上機母艦として艤装工事を行った後、ソロモン方面へ進出。ショートランドを中心に行動する。ガダルカナル島の戦いの序盤戦で、9月20日に前進部隊から除かれるまで搭載機による偵察行動を行い、9月22日からは第十一航空戦隊の指揮下に入って、ショートランドにおいて水上機基地設営の任務に従事する。11月に呉に帰投後、12月2日に横須賀を出撃してショートランドおよびラバウルに進出するが、当時輸送任務などに服していた僚艦神川丸と山陽丸（大阪商船、8,360トン）を修理などで欠いていたため、間もなく固有の飛行機隊をショートランドに残し、輸送任務に服するため横須賀に回航される。二式水上戦闘機や零式水上観測機、燃料、糧食を搭載して12月31日に横須賀を出港後、途中で主機械用電動機の整流子面を焼損する事故に見舞われながらも、1943年（昭和18年）1月16日にショートランドに到着するが、入港間際に國川丸はアメリカ潜水艦ノーチラスの攻撃を受け、発射された3本の魚雷のうち1本が右舷後部に命中するも、魚雷頭部が船体とほぼ平行になるような形で接触したため、幸い不発に終わった。以後も4月15日の第十一航空戦隊解隊の時まで横須賀とショートランド間の輸送任務を行い、第十一航空戦隊解隊と同時に飛行機隊が除かれて名実とともに輸送専任となった。
5月3日、國川丸は陸軍特殊船摩耶山丸（三井船舶、9,433トン）、特設運送船畿内丸（大阪商船、8,360トン）および特設給兵船辰武丸（辰馬汽船、7,068トン）の3隻とともに第2023船団に加入してラバウルを出港し、5月6日にトラック諸島に到着。ここで編成替えが行われて横須賀行きの第4508船団が編成される。新鋭船や優秀船で構成されて水雷艇鵯が護衛していたこの船団のネックは、辰武丸がラバウルで低質の石炭を搭載したがために、最高速力が9ノットしか出なくなっていたことだった。速力が遅いと潜水艦に狙われやすくなるため、辰武丸を船団から除外するか、船団を二手に分けて15ノット以上の速力を出せるグループを先行させるべきと意見具申したものの、いずれの案も却下された。こういった不安を抱えたままトラック北水道を通過して横須賀に向かうも、第4508船団はトラック出港直後からアメリカ潜水艦プランジャーの追跡を受け続けることとなった。翌9日未明2時11分頃、プランジャーからの最初の攻撃を受け、船首と船尾に1本ずつ魚雷が命中したが不発に終わり、別の1本は船底を通過していった。この攻撃により、第4508船団は偽航路など策を弄して北上を続けることとなる。16時ごろ、プランジャーは二度目の攻撃で魚雷を4本発射。この攻撃も船首方向に2本が逸れ、1本は船体中央部の下方を通過していき、残る1本は船底に接触したものの爆発しなかった。魚雷の不発という幸運が続いたもののここに至って摩耶山丸とともに全速力で横須賀に向かう事となった。低速の辰武丸およびそれに付き添う畿内丸は後方に離れてゆく形となり、やがてプランジャーの攻撃により両船とも沈没する事となる。横須賀帰投後に提出された戦闘詳報において特設水上機母艦の運用方法について、ショートランドで集中的に爆撃を受けたことやプランジャーに複数回攻撃を受けたことを例に挙げ、「其ノ他特設艦ト同等ノ扱ヲ為スハ妥当ナラズ 航空母艦ト同一程度ノ取扱ヲ為スノ要アル」と苦言を呈している。この後も引き続き横須賀とラバウル間の輸送任務に就き、トラックからラバウルに向かう途中の10月1日に再び特設運送船（甲）へ類別変更された。10月16日、特設運送船（甲）五洲丸（五洋商船、8,592トン）と輸送船団を構成してラバウルを出港しパラオに向かうが、10月21日にアメリカ潜水艦スティールヘッドの攻撃で五洲丸が被雷して損傷し、後事を護衛の駆逐艦太刀風に託して単独パラオに向かう。パラオに到着後、単独でフ101船団を構成して11月1日にパラオを出港し、呉に帰投後、11月10日から12月13日まで呉海軍工廠で特設運送船としての艤装工事を行った。特設水上機母艦らしい活動は前述のガダルカナル島の戦いの時に1ヵ月弱行った程度で、残りほとんどの期間は輸送任務に徹した形となった。
12月21日、國川丸は諸資材や糧食を搭載してヒ27船団に加入し、昭南（シンガポール）に向かった。帰途にはビンタン島産のボーキサイト4,000トン、ゴム426トンおよび麻411トンなどを日本に持ち帰った。3月に入り、アンボン、ハルマヘラ島方面への兵員および資材輸送のため船団に加わって南下し、3月16日夜にはアメリカ潜水艦「レイポン」の雷撃を受けるが國川丸はこれを回避した。アンボンとハルマヘラ島への輸送任務の後は、バリクパパン、スラバヤに立ち寄った後、再びビンタン島でボーキサイトを積み込んで日本に戻る予定だった。
4月18日、國川丸は南緯05度21分 東経117度56分 / 南緯5.350度 東経117.933度の地点で触礁事故を起こして舵を亡失するも、翌4月19日にバリクパパンに到着する。昭南向けの資材などを積み込んで4月29日朝にバリクパパンを出港したが、同日9時35分頃に港口で触雷して大破した。沈没を防ぐため浅瀬に座礁した上で復旧作業に取りかかり、5月7日に浮揚して港内に曳航されるが、その途中で再び触雷。9月26日に再度浮揚して港内に曳航されたが、機関は長く水漬けになっていたため使用不能となっており、バリクパパン港内において時々対空戦闘を行いつつ、ひたすら曳船の手配を待つほかなかった。ところが、バリクパパン港内で待機している間に戦況は一気に日本の敗勢に傾いており、マリアナ・パラオ諸島の戦い、フィリピンの戦い、硫黄島の戦いはすでに終わって沖縄戦の段階に移っていた。バリクパパンのあるボルネオ島にも連合国軍が迫っており（ボルネオの戦い）、ここに至って曳航不可能と判断されて閉塞船としてバリクパパン港口に爆沈処分される事となった。5月6日付で國川丸の乗員は退船して残務整理やバリクパパン防衛などの任務にまわり、搭載兵器一切も暫時陸上に移動した。國川丸は総員退船後、5月21日に爆撃を受けて沈没した。國川丸は戦争終結後の11月30日に解傭された。

## 艦長等
監督官
- 楠岡準一 大佐：1941年11月15日[61] -　1942年7月1日
- 青木節二 大佐：1942年7月1日[62] -　1942年7月14日

艦長
- 青木節二 大佐：1942年7月14日 - 1943年8月28日
- 神田嘉穂 大佐：1943年8月28日[63] -　1943年10月1日

指揮官
- 神田嘉穂 大佐：1943年10月1日 - 1943年11月12日
- 佐藤文吉 大佐：1943年11月12日[64] -

## 姉妹船
- 神川丸
- 聖川丸
- 君川丸
- 宏川丸